# Crit Wilhelm
El crit Wilhelm és un efecte de so d'estoc o recurs molt emprat en cinema i televisió. S'ha pogut sentir en més de 200 pel·lícules des que es va enregistrar el 1951, per al film Distant Drums. El crit s'acostuma a utilitzar, per exemple, quan algú és abatut d'un tret, cau des de molt amunt o és víctima d'una explosió. Amb el temps ha esdevingut un dels clixés del so cinematogràfic més coneguts.

## Història
El crit Wilhelm va formar part d'una sèrie d'efectes de so d'estoc originals enregistrats el 1951 per al film Distant Drums de la productora Warner Bros i va ser interpretat en estudi per l'actor i cantant Sheb Wooley després del rodatge del film. Es va utilitzar per a una escena en la que un home és mossegat i arrossegat sota l'aigua per un cocodril. Després, la gravació del crit va quedar arxivada a la llibreria d'efectes especials de l'estudi i es va fer servir en moltes més pel·lícules.
No va començar a esdevenir mític, però, fins que Ben Burtt, dissenyador de so de la primera pel·lícula de la saga de La Guerra de les Galàxies en va trobar la còpia original en un rotlle retolat com "Home essent menjat per un cocodril" el 1977 i la va incorporar al projecte. Burtt va ser qui va donar al crit el nom de "Willhelm", per un personatge secundari de la pel·lícula La càrrega dels genets indis, del 1953, qui emetia aquest so en un moment donat de la trama i s'anomenava així.
Des d'aleshores, Burtt va utilitzar el Crit Wilhelm a tots els projectes en els que participava, incloses les produccions al costat de George Lucas o Steven Spielberg, amb títols tan coneguts com els de les sagues de La Guerra de les Galàxies o Indiana Jones. Altres dissenyadors de so s'hi van fixar i també van començar a utilitzar el Crit Wilhelm a les seves pel·lícules, aconseguint que fer-ho es convertís en tota una tradició que ha perdurat al llarg dels anys.
Alguns dels directors més coneguts que han usat el Crit Wilhelm són Quentin Tarantino i Peter Jackson.